# Liste de surfeurs
Cet article contient une liste de surfeurs. Il donne une vue d'ensemble des principaux surfeurs professionnels et autres acteurs notables de ce sport.
- Haut – A
- B
- C
- D
- E
- F
- G
- H
- I
- J
- K
- L
- M
- N
- O
- P
- Q
- R
- S
- T
- U
- V
- W
- X
- Y
- Z

| - Eneko Acero (Pays basque, 1977-) - Eddie Aikau (Hawaï, 1946-1978) - Hobart Alter (États-Unis, 1933-2014) - Heitor Alves (Brésil, 1982-) - Kolohe Andino (États-Unis, 1994-) - Jadson André (Brésil, 1990-) - Aritz Aranburu (Espagne, 1985-) - Keanu Asing (Hawaï, 1993-) - Dion Atkinson (Australie, 1986-) - Kekoa Balcaso (Hawaï, 1985-) - Matt Banting (Australie, 1994-) - Dustin Barca (Hawaï, 1982-) - Wayne Bartholomew (Australie, 1954-) - Patrick Beven (France, 1978-) - Tim Boal (France, 1985-) - Michel Bourez (Polynésie française, 1985-) - Ken Bradshaw (États-Unis, 1952-) - Troy Brooks (Australie, 1979-) - Royden Bryson (Afrique du Sud, 1982-) - Adrian Buchan (Australie, 1982-) - Taj Burrow (Australie, 1978-) - Mick Campbell (Australie, 1974-) - Shaun Cansdell (Australie, 1978-) - Willian Cardoso (Brésil, 1986-) - Tom Carroll (Australie, 1961-) - Ricardo Christie (Nouvelle-Zélande, 1988-) - Romain Cloître (France, 1988-) - Drew Courtney (Australie, 1979-) - Mitch Crews (Australie, 1990-) - Nathaniel Curran (États-Unis, 1984-) - Tim Curran (États-Unis, 1977-) - Tom Curren (États-Unis, 1964-) - Fred Compagnon (France, 1976-) - Wiggolly Dantas (Brésil, 1989-) - Vetea David (Polynésie française, 1968-) - Chris Davidson (Australie, 1978) - Antoine Delpero (France, 1985-) - Shane Dorian (Hawaï, 1972-) - Rodrigo Dornelles (Brésil, 1974-) - Manoa Drollet (Polynésie française, 1978-) - Ben Dunn (Australie, 1986-) - Bede Durbidge (Australie, 1983-) - Joan Duru (France, 1989-) - Luke Egan (Australie, 1970-) - Greg Emslie (Afrique du Sud, 1976-) - Jean-Sébastien Estienne (France, 1987-) - Mick Fanning (Australie, 1981-) - Ítalo Ferreira (Brésil, 1994-) - Leonardo Fioravanti (Italie, 1997-) - John John Florence (Hawaï, 1992-) - Jérémy Florès (France, 1988-) - Gordon Fontaine (France, 1989-) - Mark Foo (États-Unis, 1958-1994) - Sunny Garcia (Hawaï, 1970-) - Jonathan González (Îles Canaries, 1980-) - Fábio Gouveia (Brésil, 1969-) - Patrick Gudauskas (États-Unis, 1985-) - Glenn Hall (Irlande, 1981-) - Laird Hamilton (États-Unis, 1964-) - Damien Hardman (Australie, 1966-) - Nathan Hedge (Australie, 1979-) - Pedro Henrique (Brésil, 1982-) - Tomas Hermes (Brésil, 1987-) - Derek Ho (Hawaï, 1964-) - Mason Ho (Hawaï, 1989-) - C. J. Hobgood (États-Unis, 1979-) - Damien Hobgood (États-Unis, 1979-) - Maxime Huscenot (France, 1992-) - Andy Irons (Hawaï, 1978-2010) - Bruce Irons (Hawaï, 1979-) - Jack Johnson (Hawaï, 1975-) - Malik Joyeux (Polynésie française, 1980-2005) - Duke Kahanamoku (Hawaï, 1890-1968) - Josh Kerr (Australie, 1984-) - Gabe Kling (États-Unis, 1980-) - Taylor Knox (États-Unis, 1971-) - Jihad Kohdr (Brésil, 1983-) - Gaspard Larsonneur (France, 1994-) - Romain Laulhé (France, 1985-) - Kai Lenny (Hawaï, 1992-) - Christian Li Fletcher (États-Unis, 1970-) - Marlon Lipke (Allemagne, Portugal, 1984-) - Travis Logie (Afrique du Sud, 1979-) - Cory Lopez (États-Unis, 1977-) - Gerry López (États-Unis, 1948-) - Mike Losness (États-Unis, 1981-) - Michael Lowe (Australie, 1977-) | - Phillip MacDonald (Australie, 1979-) - Rob Machado (États-Unis, 1973-) - Charly Martin (France, 1990-) - Toby Martin (Australie, 1973-) - Bobby Martinez (États-Unis, 1982-) - Clay Marzo (États-Unis, 1989-) - Gabriel Medina (Brésil, 1993-) - Adam Melling (Australie, 1985-) - Raoni Monteiro (Brésil, 1982-) - Jay Moriarity (États-Unis, 1978-2001) - Dean Morrison (Australie, 1980-) - Alejo Muniz (Brésil, 1990-) - Carlos Muñoz (Costa Rica, 1993-) - Trent Munro (Australie, 1978-) - Nic Muscroft (Australie, 1982-) - Dayyan Neve (Australie, 1978-) - Leonardo Neves (Brésil, 1979-) - Greg Noll (États-Unis, 1937-) - Jamie O'Brien (Hawaï, 1983-) - Mark Occhilupo (Australie, 1966-) - Hiroto Ohhara (Japon, 1996-) - Kai Otton (Australie, 1979-) - Flávio Padaratz (Brésil, 1971-) - Neco Padaratz (Brésil, 1976-) - Joel Parkinson (Australie, 1981-) - Frederick Patacchia (Hawaï, 1981-) - Dusty Payne (Hawaï, 1988-) - Kieren Perrow (Australie, 1977-) - Mikaël Picon (France, 1979-) - Tiago Pires (Portugal, 1980-) - Martin Potter (Grande-Bretagne, 1965-) - Roy Powers (Hawaï, 1981-) - Miguel Pupo (Brésil, 1991-) - Maz Quinn (Nouvelle-Zélande, 1976-) - Éric Rebière (France, 1978-) - Tim Reyes (États-Unis, 1982-) - Dane Reynolds (États-Unis, 1985-) - Victor Ribas (Brésil, 1971-) - Alex Ribeiro (Brésil, 1989-) - Mark Richards (Australie, 1957-) - Adam Robertson (Australie, 1982-) - Peterson Rosa (Brésil, 1974-) - Daniel Ross (Australie, 1983-) - Bruno Santos (Brésil, 1983-) - Ricardo dos Santos (Brésil, 1990-2015) - Brett Simpson (États-Unis, 1985-) - Kelly Slater (États-Unis, 1972-) - Adriano de Souza (Brésil, 1987-) - Jordy Smith (Afrique du Sud, 1988-) - Luke Stedman (Australie, 1976-) - Don Stroud (Hawaï, 1943-) - Pancho Sullivan (Hawaï, 1973-) - Jay Thompson (Australie, 1982-) - Filipe Toledo (Brésil, 1995-) - Buzzy Trent (États-Unis, 1929-2006) - Joel Tudor (États-Unis, 1976-) - Kauli Vaast (France, 2002-) - Chris Ward (États-Unis, 1978-) - David Weare (Afrique du Sud, 1980-) - Tom Whitaker (Australie, 1979-) - Matt Wilkinson (Australie, 1988-) - Daniel Wills (Australie, 1975-) - Julian Wilson (Australie, 1988-) - Russell Winter (Grande-Bretagne, 1975-) - Owen Wright (Australie, 1990-) - Nat Young (Australie, 1967–) - Nat Young (États-Unis, 1991–) - Sebastian Zietz (Hawaï, 1988-) |